# 让·皮奥
让·皮奥（法語：Jean Piot，1890年5月10日—1961年12月15日），生于圣康坦，法国男子击剑运动员。他曾获得1932年夏季奥运会击剑比赛男子花剑团体金牌和男子重剑团体金牌。